# Søby Værft
Søby Værft er et fondsejet skibsværft beliggende i Søby på Ærø, blev grundlagt i 1931 som motorværksted af Arthur Christian Jørgensen (1908-1994), og har gennem årene udviklet sig til at være et reparations- og nybygningsværft med 3 tørdokke.
Værftet har omkring 150 mand beskæftiget (2019), heraf er de 75 egne ansatte og de øvrige i blandt andre de lokale Nautic Wood og Søby Skibselektro. Søby Værft bygger bl.a. orlogsfartøjer til Søværnet. Værftets hovedaktivitet er reparationer, vedligeholdelse og installationer af skibsmotorer, samt nybygning, ombygning, retrofitting og reparation af skibe. Værftet leverer herudover stålkonstruktioner til skibe og til offshore industrien, og udfører endvidere rejsearbejde indenfor motoroverhalinger, rørarbejder med mere. Motorafdelingen er specialiseret i reparation af alle motortyper og propellerfremdriftssystemer.

## Værftets historie
- Arthur Jørgensen etablerer 1931 i Søby et værksted, der specialiserer sig i reparation og forbedring af mindre skibsmotorer. Produktionen af skibsmotorer indledes 1937 med 6 stk. benzin-og 4 stk. råoliemotorer, og den første bedding indvies 1941. 1950 starter stålskibsreparationsafdelingen og bådeværftet. Der bygges fiskerbåde af træ, og ca. 30 mand er beskæftiget.
- 1959 bliver den første ståltrawler bygget.
- 1967 tages den første tørdok i brug.
- 1977 søsættes "Pia Arre", værftets første coaster.
- 1991 bygges der et maskinværksted med lager og kontor, og et 3500 m² areal mod nordvest inddæmmes, hvorpå der opføres en ny stor svejsehal.
- 2003: Roar Falkenberg blev direktør for værftet.
- 2006 bygges tørdok 3 på 115 * 24 * 6 meter, der kan tage skibe op til max. 7000 tons.
- 2013 overtager Nautic Wood værftets apterings og snedkerafdeling.
- 2018 blev dok 3 forlænget med 25 meter. Den er nu 140 meter lang og kan tage skibe på op til 11.000-12.000 tons.
- 2021 blev Tejs Beltov direktør for værftet.

## Nybygninger af stålskibe
- 1959-1961: Fisketrawlerne "Vincent" og "Skawbank" begge til Skagen.
- 1962-1963: Stenfiskeren "Amanda" 100 brt. til Søby – Færgen "Omø" 66 brt. til Omø – Trækfærgen Orø 45 brt. til Orø.
- 1964-1965: Bugserbåden "Jeppe Jensen" 50 brt. til Vejle – Færgen "Ragna" til Mellerup.
- 1966 Fisketrawler "Rosa Henriette" 162 brt. til Hirtshals.
- 1967-1968: Tre havnetankbåde til Dansk Esso, Mobiloil og Chevron.
- 1968-1969 Fisketrawlerne HG 104 "Havlit" 203 brt. og HG 275, 203 brt. begge Hirtshals.
- 1970 – Fisketrawlerne "Drot" til Hundested 125 brt. og "Robina" til Esbjerg.
- 1972 Fisketrawler HG 276, "Sonja Pedersen", 200 brt. til Hirtshals.
- 1972-1976: leverer værftet 15 fisketrawlere på 150 brt. til Rantzausminde Bådeværft.
- 1977-1978: Coasterne "Pia Arre", 399 brt. og "Star", 399 brt. begge til Søby.
- 1979-1981: Coasterne "Ersus" 399 brt. til Marstal, og "Pegasus" 399 brt. begge til Marstal.
- 1982-1983: Coasterne "Kirsten Søbye", 395 brt. til Haderslev og "Gerda Vesta" 499 brt. til Svendborg.
- 1984-1985: Coasteren "Peder Most" 499 brt. Svendborg – Trawler SG 24, 19,99 brt."Floto" til Søby.
- 1985-1986: Coasterne "Anna Boye" 499 brt. til Marstal og "Faroe Island" 499 brt. til Kirkja.
- 1987-1988: Færgen "Ulvsund" til Lindholm, 235 brt. – Coasteren "Jens Munk" til Fåborg.
- 1989-1990: Politikutteren "Sisak" 143 brt. til Nuuk og coasteren "Elisabeth Boye"
- 1991–2007: 18 orlogsfartøjer til Hjemmeværnet af 800 klassen.
- 1993: Katamaran færgen "Askø"
- 2006: Ny kontrakt med Søværnet om bygning af yderligere 5 orlogsfartøjer af 900 klassen.
- 2012: M/F Faaborg III og M/F Agersø III.
- 2013: Nautic Wood overtager værftets snedker/tømrerafdelingen på Søby Værft.
- 2017: Hybridfærgen M/F Kanalen. Skrog og overbygning er lavet hos en underleverandør.
- 2018: Elfærgen Ellen. Skrog og overbygning er bygget hos en underleverandør i Stettin i Polen, mens værftet står for aptering, efterfulgt af en testsejlads med Søfartsstyrelsen. - Tre norske 15 meter sterntrawlere, Bratholm, Galant og Boie
- 2019: Værftet har indgået to-årig kontrakt med Slagelse og Kalundborg kommuner om at vedligeholde deres ø-færger.
- 2021: Tejs Beltov blev direktør for værftet.